# Nguyễn Thị Lan Anh
Nguyễn Thị Lan Anh – wietnamska zapaśniczka walcząca w stylu wolnym. Złota medalistka igrzysk Azji Południowo-Wschodniej w 2003. Zajęła piąte miejsce na mistrzostwach Azji w 2003 i 2005 roku.